# Baskír emlékkő (Lipcse)
A baskír emlékkő a lipcsei orosz templom közelében található szövegtáblás gránitszikla, amely a baskír katonák lipcsei csatában való részvételének állít emléket.
Amikor I. Sándor cár 1812 decemberében bejelentette Napóleon kiűzésére irányuló hadjáratot, a baskír csapatok csatlakoztak az orosz hadsereghez a soknemzetiségű állam többi kisebbségéhez hasonlóan. Összesen 28 baskír ezredet (pulk, orosz: полки) állítottak fel. A könnyű lovassági egységek közé tartoztak, és nem viseltek előírt egyenruhát. Fegyverzetük egy könnyű szablyán, ritkán lándzsán kívül szinte kizárólag íjakból és 1,20 m hosszú, tegezben lévő nyilakból állt. A kozákokhoz hasonlóan tőlük is nagyon félt az ellenség gyors és mozgékony harcmodoruk miatt.

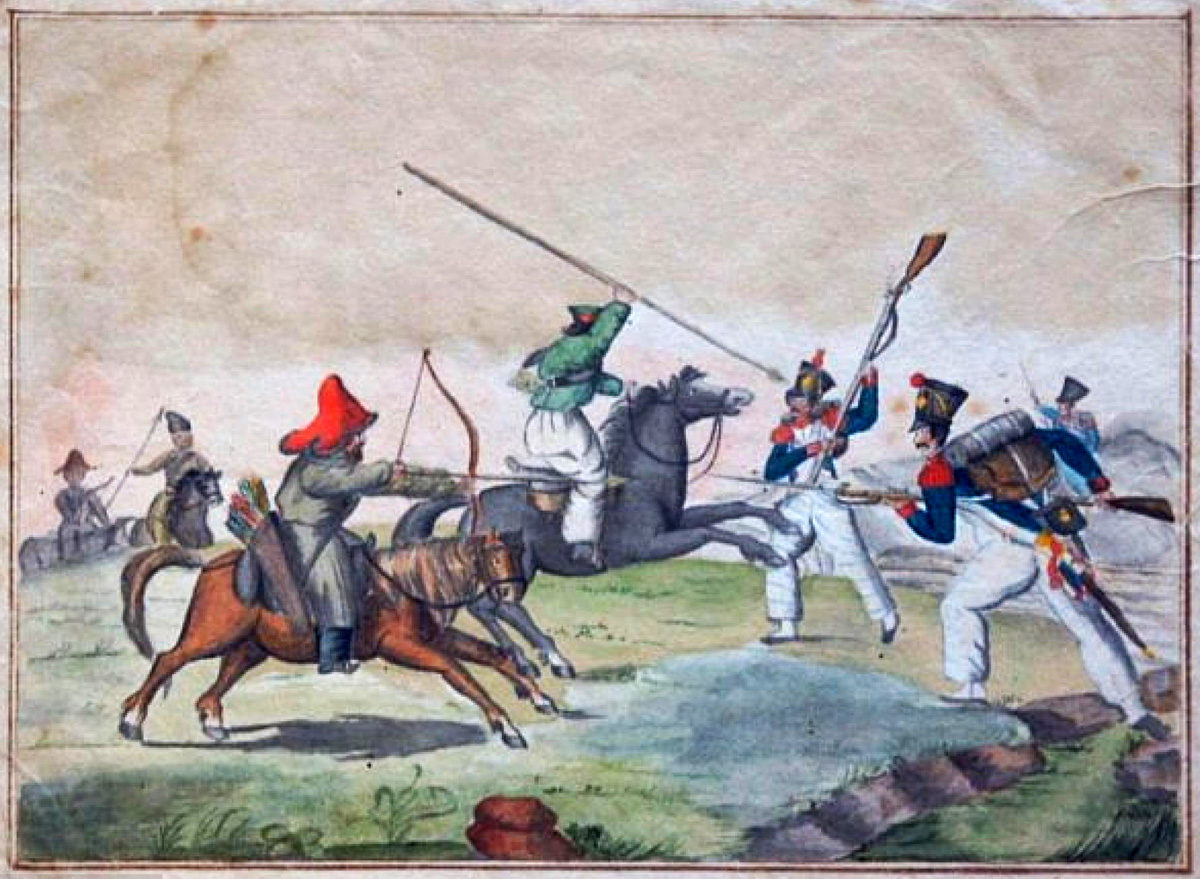
Baskírok és kozákok csatája a francia gyalogság ellen (1813)

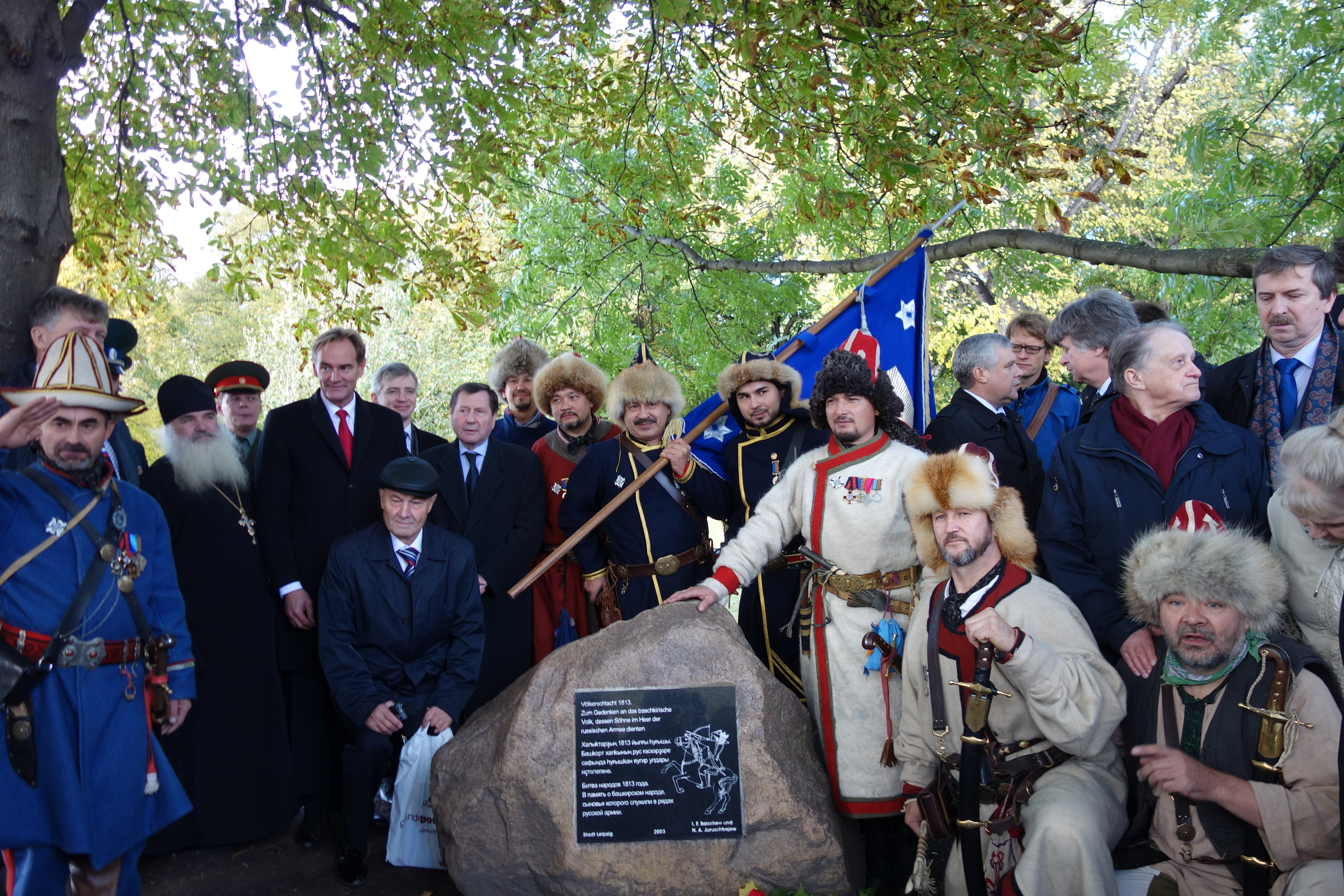
A baskír harcosok emlékművénél orosz képviselők és a lipcsei polgármester (Lipcse, 2013)

Az 1813-ban német földön harcoló baskír csapatok közül tizenkettő ezredszám alatt szerepelt. A Lipcse melletti nemzetek csatájában a baskírok a sziléziai hadsereg, az északi hadsereg és a tartalék hadsereg egységeiben harcoltak és estek el.
A Németországban élő baskírok Irek Bajiscsev, Nasszar Juruscsbajev, rendező és újságíró valamint Lipcse városának támogatásával hozták létre az emlékkövet a nemzetek csatájának 190. évfordulóján 2003-ban. A tábla német, baskír és orosz nyelvű szövege a következő:
Nemzetek csatája 1813.
A baskír nép emlékére, akiknek fiai az orosz hadseregében szolgáltak a napóleoni koalíció ellen az 1813-as Lipcse melletti csatában.

Lipcse városa, 2003, IF Bajiscsev és NA Juruscsbajev
A jobb oldalon egy íjász baskír lovas körvonala látható.
A tábla korábban bronzból készült, és a lovas figura részben aláhúzta a szöveget. Ellopták. A helyén most egy üvegből készült szövegtábla található.
A lipcseihez hasonló követ Drezda - Altmockritzben állítottak fel 2006-ban.

## Fordítás
- Ez a szócikk részben vagy egészben  a   Baschkiren-Gedenkstein (Leipzig) című német Wikipédia-szócikk ezen változatának fordításán alapul.  Az eredeti cikk szerkesztőit annak laptörténete sorolja fel. Ez a jelzés csupán a megfogalmazás eredetét és a szerzői jogokat jelzi, nem szolgál a cikkben szereplő információk forrásmegjelöléseként.